# حصار وارسو (1939)
```
 وقد حصل 
الحصار وارسو
 في عام 1939 بين 
القوات البرية البولندية
 
جيش وارسو
 ( (
بالبولندية
: 
Armia Warszawa
)‏ حامية راسخة في 
وارسو
 
والجيش الألماني النازي
.
[
1
]
 
:70–78
```

لقد بدأت بقصف جوي ضخم بدأته لوفتفافه ابتداءً من 1 سبتمبر 1939 عقب الغزو النازي لبولندا. بدأ القتال البري في 8 سبتمبر، عندما وصلت أول وحدات مدرعة ألمانية إلى منطقة وولا وضواحي المدينة الجنوبية الغربية. على الرغم من البث الإذاعي الألماني الذي يزعم أنه استولى على وارسو، تم صد الهجوم العدو الأولي وبعد ذلك بفترة وجيزة وضعت وارسو تحت الحصار. واستمر الحصار حتى 28 سبتمبر، استسلم الجيش البولندي. في اليوم التالي، غادر حوالي 140,000 جندي بولندي المدينة وأُخذوا كأسرى حرب. في 1 أكتوب، دخل الفيرماخت وارسو، التي بدأت فترة من الاحتلال الألماني استمرت حتى انتفاضة وارسو وفي وقت لاحق حتى 17 يناير 1945، عندما غادرت قوات الفيرماخت المدينة بسبب تقدم القوات البولندية السوفيتية.
حوالي 18000 مدني في وارسو لقوا حتفهم أثناء الحصار. نتيجة القصف الجوي، تم تدمير 10٪ من مباني المدينة بالكامل وتضرر 40٪ منها بشكل كبير. :78
بموجب القواعد الدولية المتعلقة بالحرب الجوية في عام 1939، كانت وارسو تعتبر هدفًا عسكريًا شرعيًا لأن المدينة كانت في خط المواجهة أثناء القتال ودافع عنها الجيش البولندي بشدة.

## التاريخ

### قصف عنيف

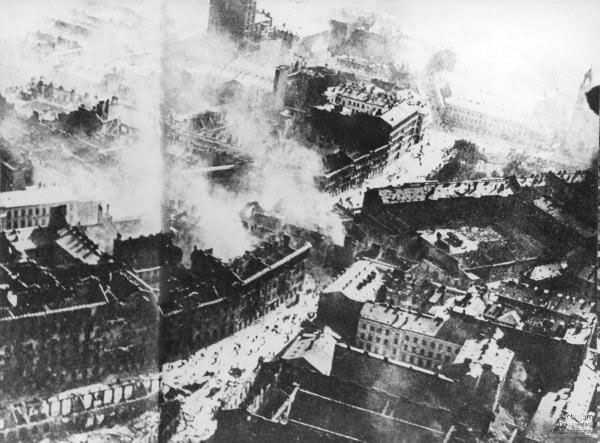
وسط مدينة وارسو يحترق بعد غارة جوية من قبل لوفتفافه

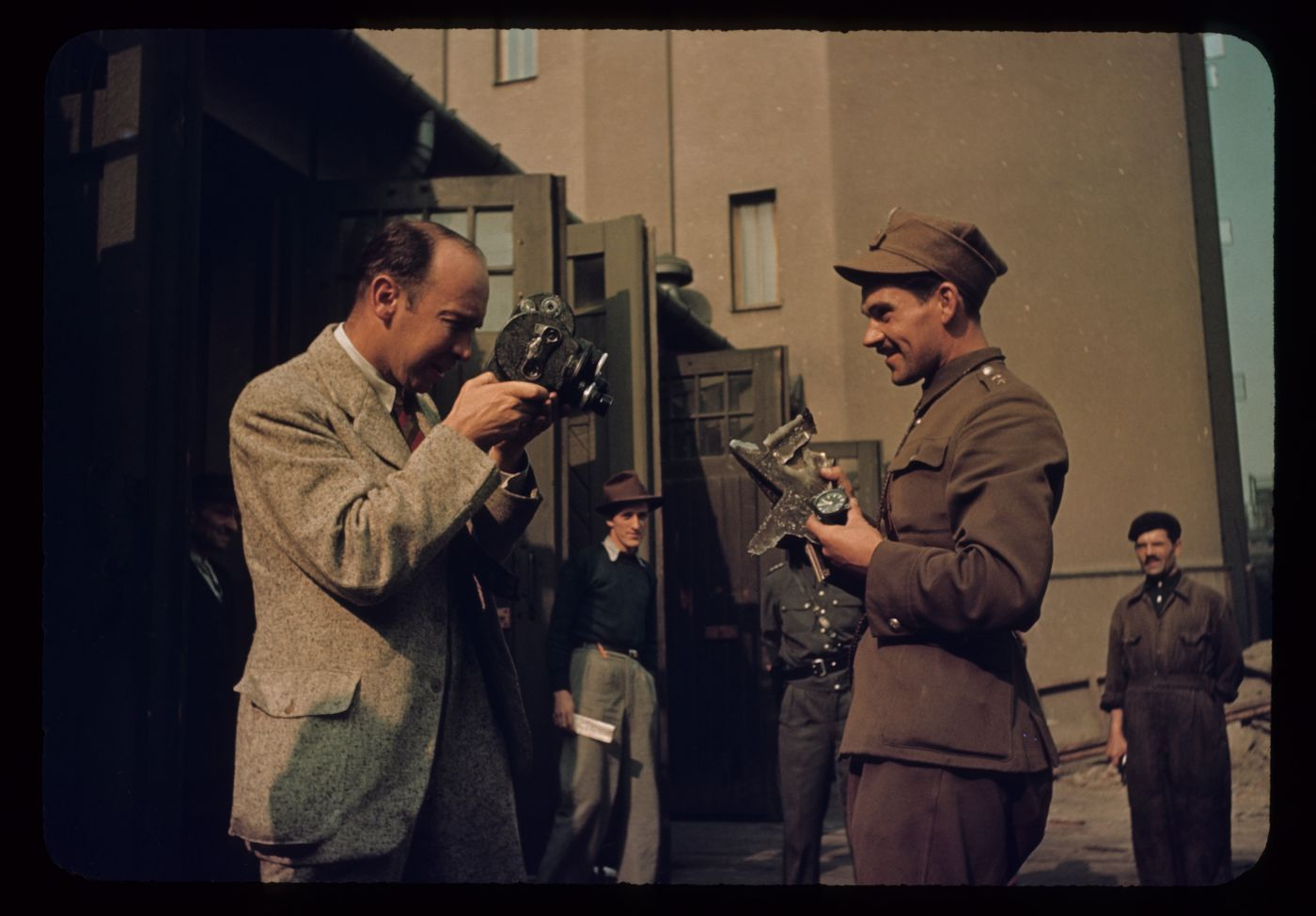
جندي من الجيش البولندي يحمل آخر جزء من الطائرة الألمانية المدمرة هنيكل إتش إي 111 في وارسو، سبتمبر 1939.

منذ الساعات الأولى للحرب العالمية الثانية، كانت وارسو، عاصمة بولندا، هدفًا لحملة قصف جوي غير مقيدة أطلقتها لوفتفافه الألمانية، والتي كان يسيطر عليها هيرمان جورينج. بصرف النظر عن المنشآت العسكرية مثل ثكنات المشاة ومطار الطائرات Okęcie، استهدف الطيارون الألمان أيضًا المنشآت المدنية مثل محطات المياه والمستشفيات والأسواق والمدارس، مما أسفر عن خسائر بشرية فادحة ربما أدت إلى الاستسلام المبكر من قبل خفض معنويات الجيش البولندي المدافع عن المدينة.

### عشية المعركة
في 3 سبتمبر، تمكنت قوات فرقة بانزر الألمانية الرابعة بقيادة اللواء جورج هانز راينهاردت من اختراق مواقع جيش لودز البولندي بالقرب من شيستوشوا وبدأت مسيرتها نحو نهر فيستولا ووارسو. وفي اليوم نفسه، أمر القائد الأعلى للقوات البولندية، المارشال البولندي إدوارد ريدز-أميجوي، بتشكيل قيادة مرتجلة للدفاع عن وارسو ( Dowództwo Obrony Warszawy ).
في البداية كانت القوات تحت قيادة الجنرال تشوما محدودة للغاية. انسحبت معظم سلطات المدينة مع جزء كبير من قوات الشرطة وموظفي الإطفاء والحامية العسكرية. بقيت وارسو مع أربع كتائب فقط من المشاة وبطارية واحدة من المدفعية. أيضا، أصدر المتحدث باسم حامية وارسو بيانا أمر فيه جميع الشباب بمغادرة وارسو. لتنسيق الجهود المدنية ومواجهة الذعر الذي بدأ في وارسو، عين تشوما رئيس وارسو ستيفان ستارزيوسكي كمفوض مدني لوارسو. بدأ Starzyński في تنظيم الحرس المدني ليحل محل قوات الشرطة التي تم إجلاؤها ورجال الإطفاء. كما أمر جميع أعضاء إدارة المدينة بالعودة إلى وظائفهم. في نشراته الإذاعية اليومية، طلب من جميع المدنيين بناء حواجز مضادة للدبابات في الشوارع وفي ضواحي وارسو. في 7 سبتمبر، فوج المشاة الأربعين «أطفال لوو» (بقيادة اللواء كول. تم إيقاف جوزيف كالانديك - الذي كان يمر عبر وارسو نحو مواقع تم تعيينها سابقًا مع الجيش بومورزي - وانضم إلى دفاع وارسو.

## صالة عرض

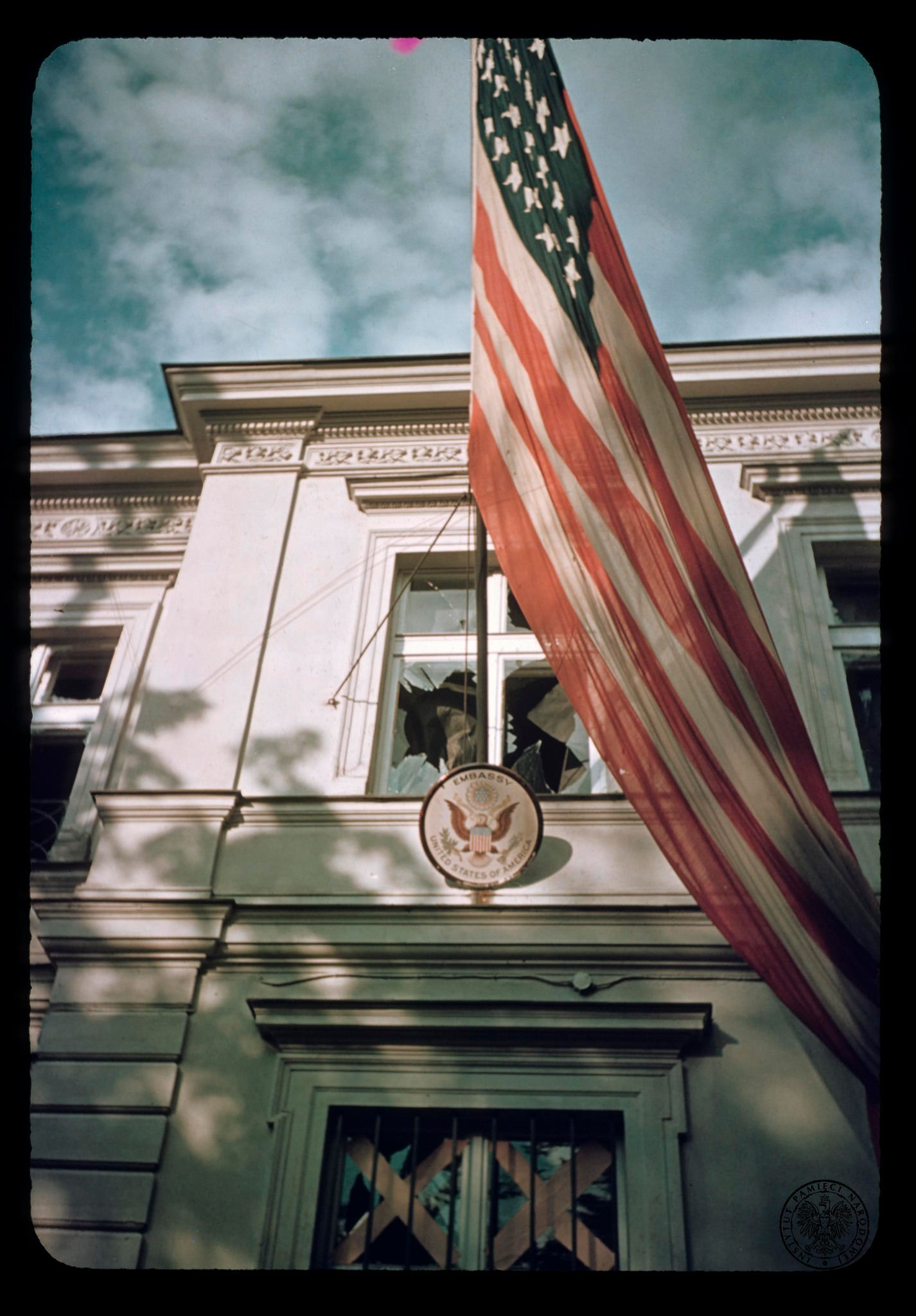
السفارة الأمريكية في وارسو ونافذة محطمة مرئية خلال الغارة الجوية الألمانية.
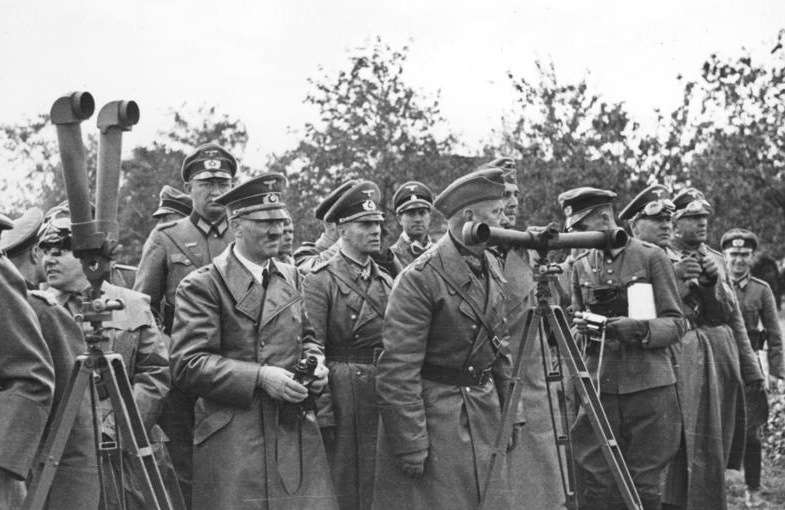
أدولف هتلر ووالتر فون ريتشيناو وإروين روميل ومارتن بورمان يراقبون حصار وارسو.
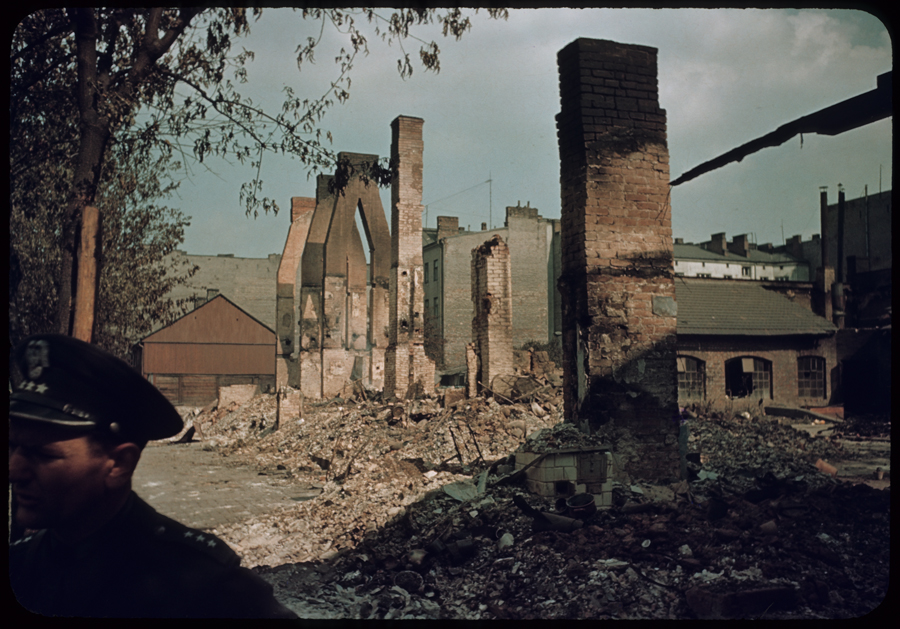
نتائج القصف الألماني في وارسو.
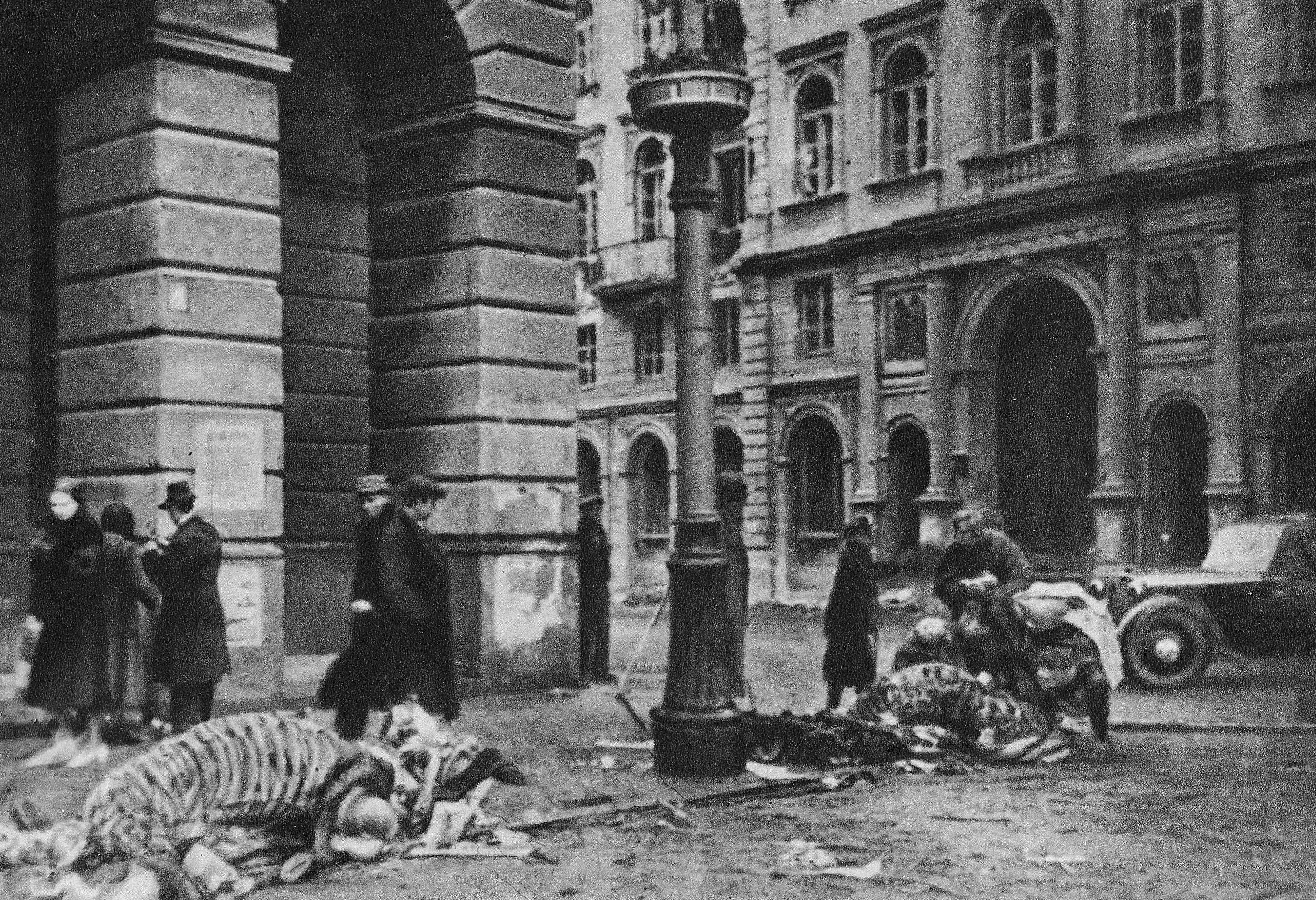
تجويع مواطنين يأخذون اللحوم من بقايا الخيول الميتة في شارع نويويات بالقرب من تقاطع قصر ستاشيك .
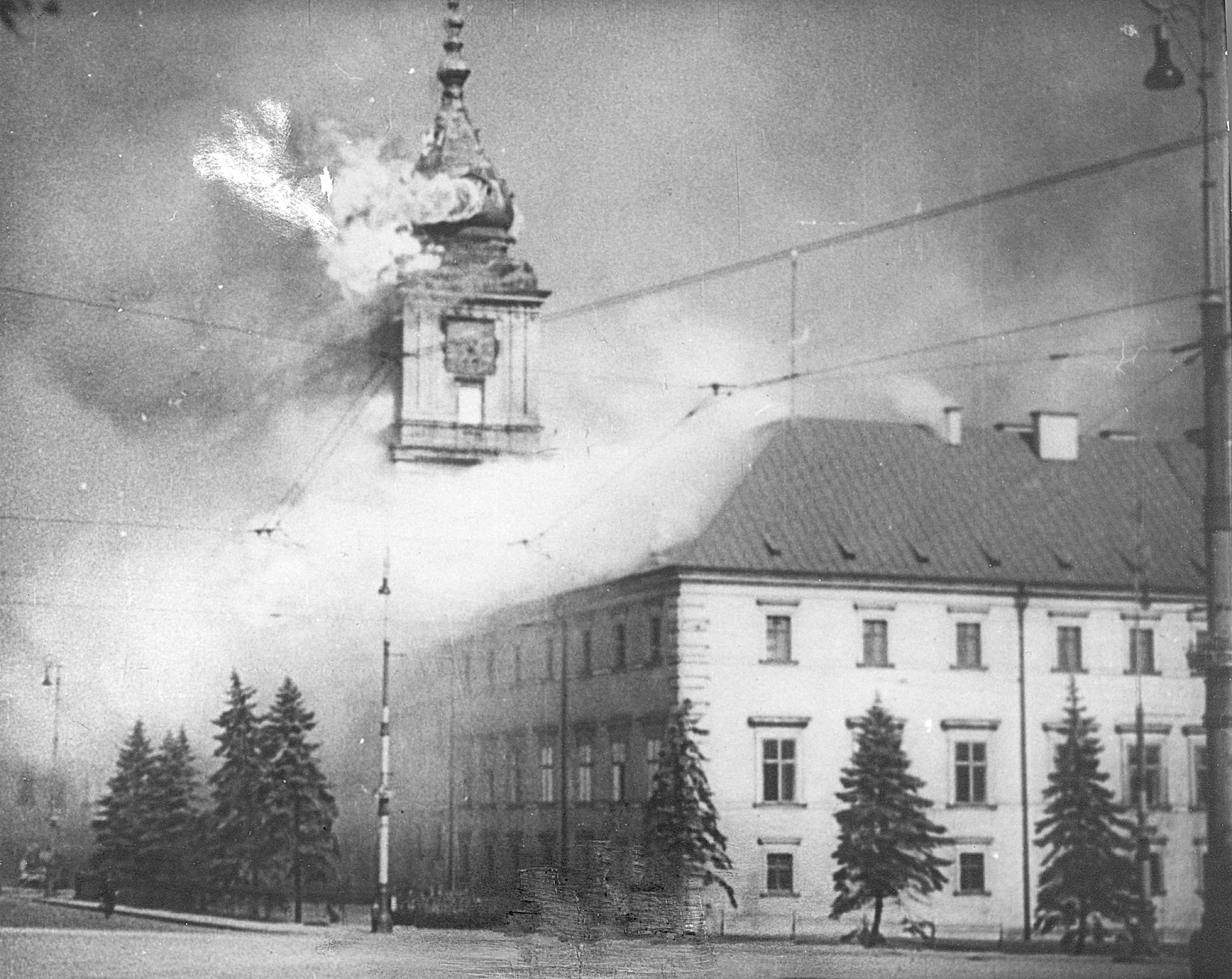
حرق قلعة وارسو الملكية في سبتمبر 1939. دمرت الغارات الجوية التي تسببت بها لوفتوافا العديد من المعالم الأثرية والهياكل الهامة.
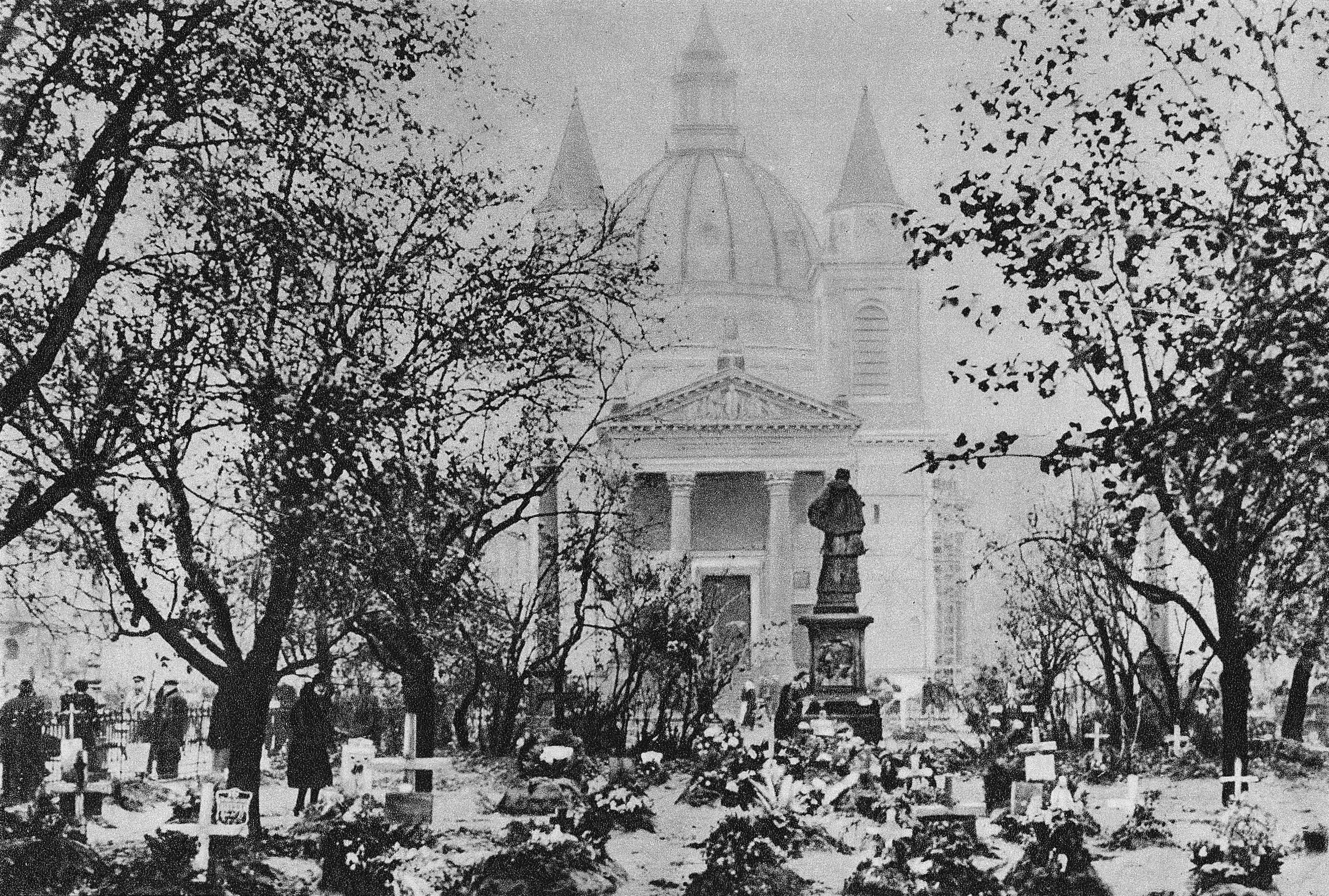
قبور الجنود في ساحة الصلبان الثلاثة  [لغات أخرى]‏ التي هلكت أثناء الحصار واضطروا للدفن على الفور لمنع انتشار الأمراض.
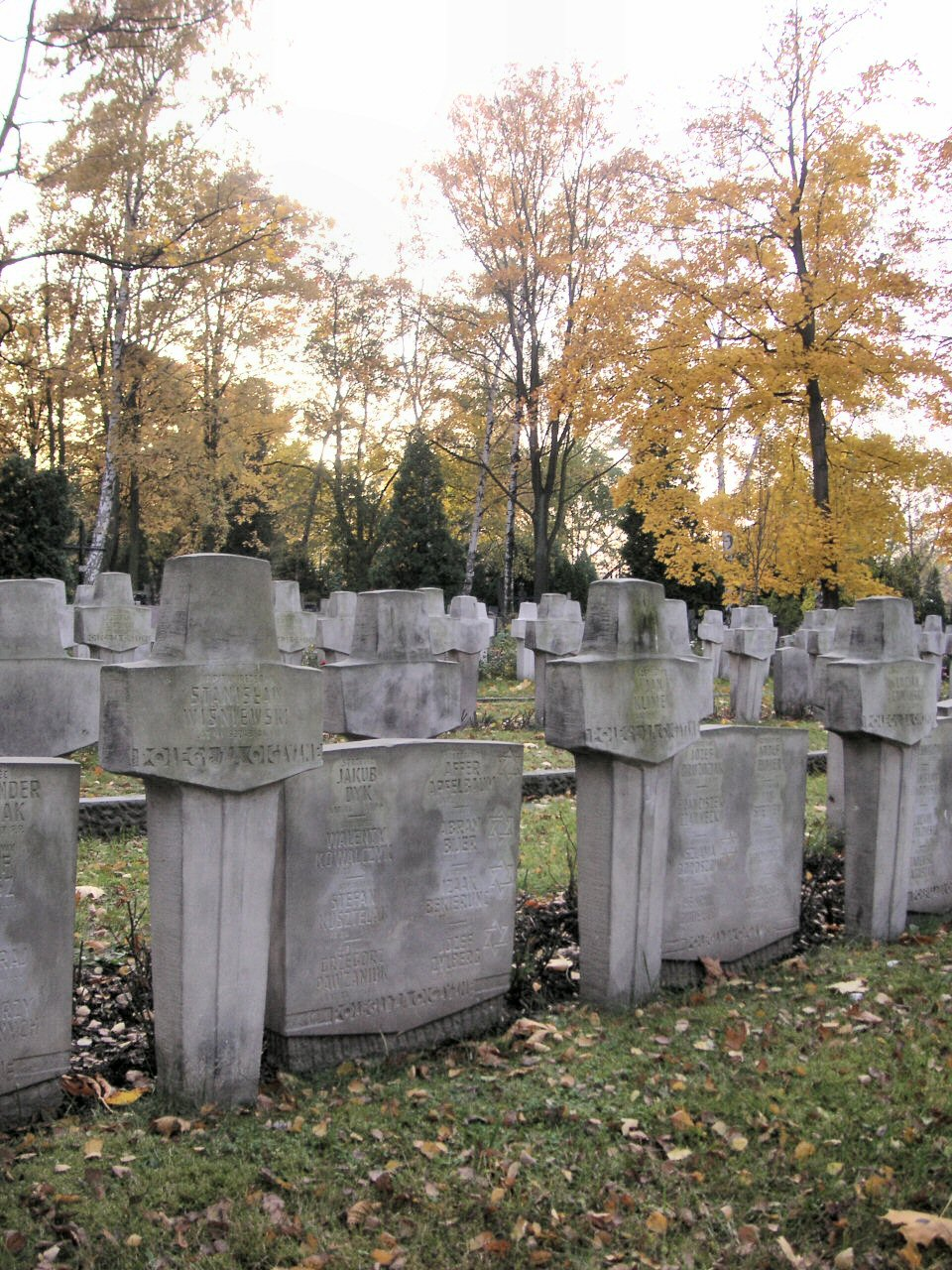
شواهد القبور لليهود البولنديين الذين سقطوا خلال حصار وارسو في عام 1939 بين زملائهم غير اليهود.
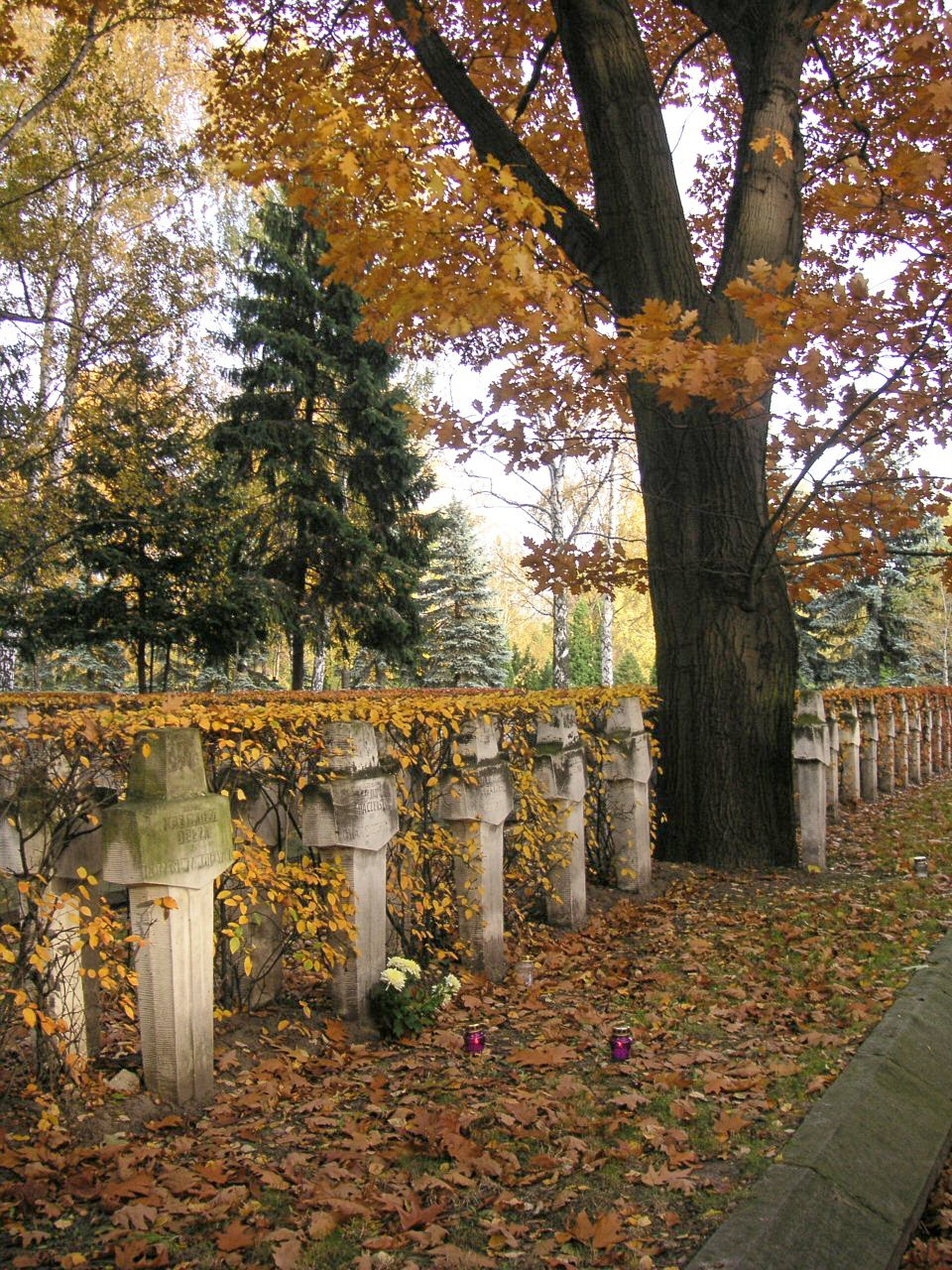
قبور الجنود البولنديين الذين سقطوا في الحرب الدفاعية البولندية عام 1939.
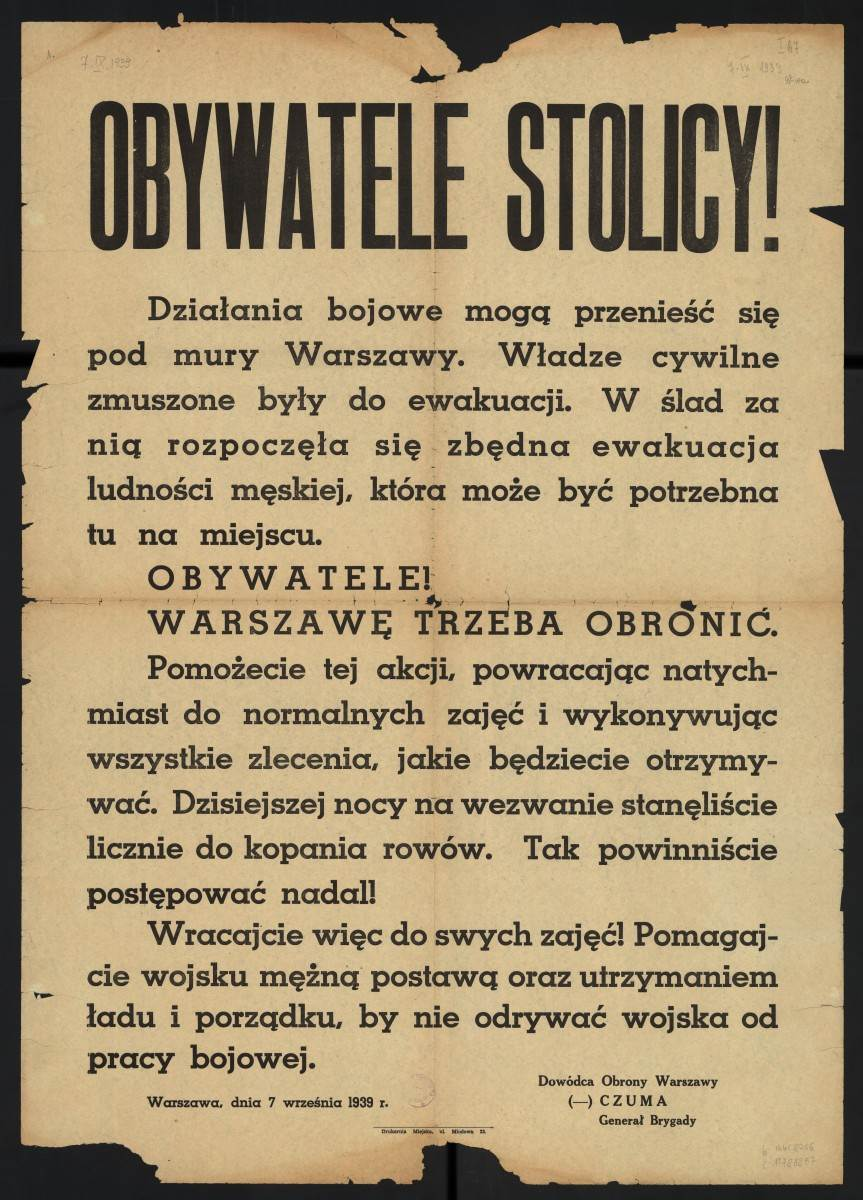
نداء الجنرال والريان تشوما لسكان وارسو. يقول النص - "المواطنون! يجب الدفاع عن وارسو!" .